# Никитина, Наталья Геннадьевна
Ната́лья Генна́дьевна Ники́тина (родилась в Воскресенске) — российская социальная предпринимательница, генеральный директор Автономная некоммерческая организация Коломенский центр развития познавательного туризма "Коломенский посад", расположенного в городе Коломна, Московская область.

## Биография
Наталья Геннадьевна Никитина родилась в городе Воскресенск. Высшее образование получила в Российском институте культурологии по специальности «культуролог». Имеет магистерскую степень Манчестерского университета.
Никитина — трёхкратный победитель конкурса «Меняющийся музей в меняющемся мире», лауреат конкурса национальных проектов в области культуры Комиссии по грантам при Президенте Российской Федерации, победитель российского конкурса «Открытый музей», участник международного конкурса «The Best Heritage», победитель Регионального конкурса проектов в сфере социального предпринимательства в 2010 году, обладатель премии всероссийского конкурса «Хранители наследия—2013».
Также является руководителем музейной сети: Музей историй со вкусом "Коломенская пастила" у Николы на Пасадях, Музей Калачная, Музей-резиденция Арткоммуналка, Музей-лаборатория Шёлковая фабрика, литературное кафе Лажечников, Музея Навигатор, а также международного фестиваля "Антоновские яблоки".
Помимо всего прочего, Наталья Никитина приняла участие в итоговой информационно-аналитической программе телеканала «Культура» «Тем временем», посвящённой основным культурным событиям недели, а также политическим и экономическим темам, затрагивающим интересы культуры. Социальная предпринимательница дискуссировала на тему «Градообразующая классика».

## Работы находятся в собраниях
Государственный Центр Современного Искусства, Москва.